# Денят на дракона
Денят на дракона (на английски: Day of the Dragon) е фентъзи роман базиран по поредицата игри Warcraft, разработена от Blizzard Entertainment. Това е първата книга по играта и е написана от Ричард Кнаак.

## Сюжет
Внимание:  Текстът по-долу разкрива сюжета на произведението (или части от него)!
Действието се развива след Warcraft II: Tides of Darkness, но преди Warcraft III: Reign of Chaos. Човек магьосник на име Ронин предприема рискована задача в последните земи контролирани от орките – Каз Модан, по заповед на Крас. Той е червен дракон на име Кориалстрасз. Предан е към пленената си кралица Алекстрасза, която е пленник на Орките. С помощта на артефакт наречен „Демонична душа“, Некрос Скълкръшър я държи в подчинение и използва силите ѝ за да всява разруха и страх над останалите раси в Азерот.